# Sobreviure al joc
Sobreviure al joc o En terres perilloses (títol original en anglès, Survive the Game) és una pel·lícula de thriller d'acció estatunidenca del 2021 dirigida per James Cullen Bressack i protagonitzada per Bruce Willis i Chad Michael Murray. S'ha doblat i subtitulat al català.
Es va estrenar als Estats Units el 8 d'octubre de 2021 a càrrec de Lionsgate.